# خودکشی در استرالیا

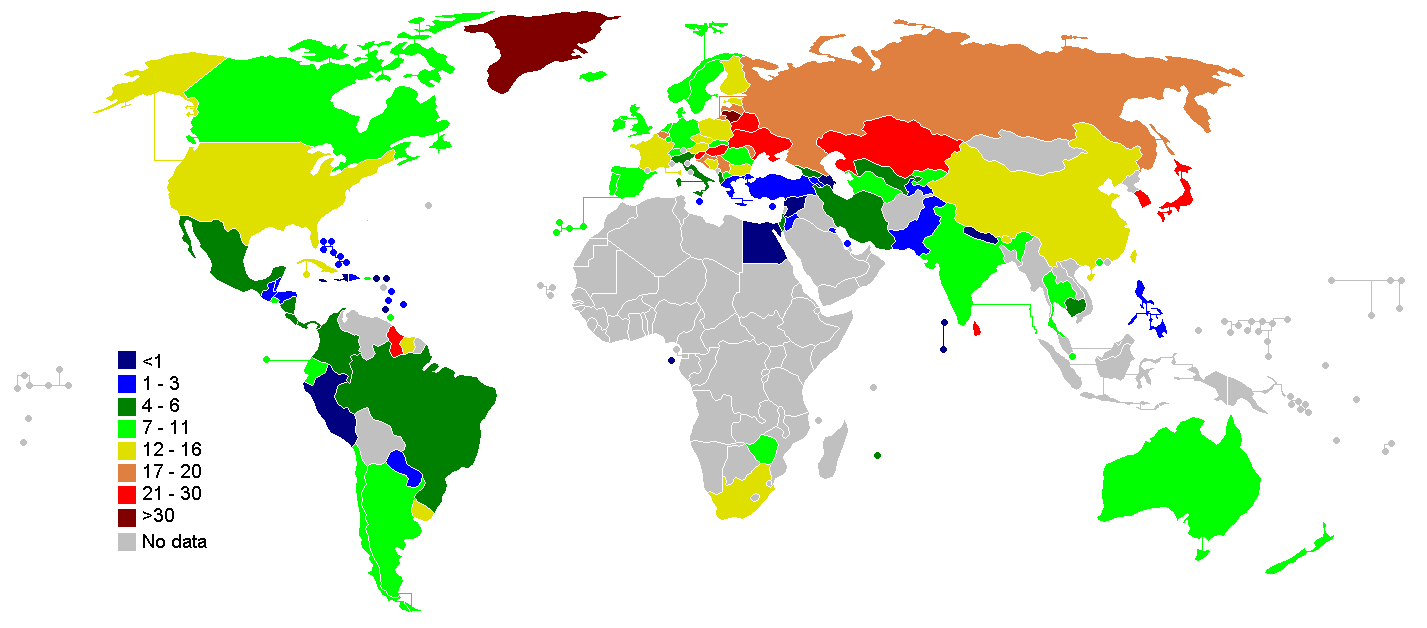
نرخ خودکشی استرالیا در هر ۱۰۰٬۰۰۰ تن در مقایسه با دیگر کشورها بر پایه داده‌های سازمان بهداشت جهانی

خودکشی در استرالیا  سالیانه نزدیک به ۲٬۰۰۰ تن استرالیایی جان خود را می‌گیرند و با این کار، بر خانواده، دوستان و همکاران تأثیرات بدی می‌گذارند. در دهه گذشته این نرخ ۲٬۱۰۰ تن سالیانه بوده‌است. در سال ۲۰۰۹، نزدیکه به ۲٬۱۳۲ استرالیایی خودکشی کردند. مرگ ناشی از خودکشی ۱٫۴٪ کل مرگ‌های این کشور در سال ۲۰۰۹ را تشکیل می‌داد. در ۲۰۱۳، نزدیک به ۲٬۵۲۲ تن خودکشی کردند.

## پیشینه
در سال ۲۰۰۰، ۴۸٪ خودکش‌ها ۳۵ تا ۶۵ ساله بودند و ۱۳٪ نیز بالای ۶۵ سال سن داشتند. گفته می‌شود نرخ خودکشی کودکان زیر ۱۵ سال با یک جهش ۹۲ درصدی از ۱۹۶۰ تا ۱۹۹۰ رو به وخامت گذاشته است. عموماً نرخ خودکشی مردان، روستاییان و بومیان استرالیا بسیار بالاتر از دیگر قشرها است. پژوهشگر پیشگیری از خودکشی، گری گورگتوس، این نرخ بالا را «یک بحران انسانی» می‌داند.
برای آنکه مرگ فردی خودکش در استرالیا جزء آمار خودکشی به حساب آید، باید این ۳ شرط را دارا باشد:
1. مرگ می‌بایست غیر طبیعی و ناشی از به‌طور مثال خفگی یا خودسوزی باشد و نه بیماری‌های منجر به مرگ طبیعی.
2. آنچه سبب مرگ فرد شده، می‌بایست ناشی از عمل خود فرد باشد؛ چراکه در غیر این صورت مرگش قتل به حساب می‌آید.
3. فردی که به خود آسیبی می‌رساند می‌بایست نیست مرگ می‌داشته‌است.

در ۱۹۹۲ و در نیو ساث ولز استرالیا، ۹۰٬۰۰۰ تن یعنی ۱–۲٪ کل جمعیت ۶ میلیونی آن ناحیه خودکشی کردند.

## خدمات فوریتی بحران
- لایف‌لاین استرالیا - ۱۳ ۱۱ ۱۴[۱۲]
- پیشگیری از خودکشی استرالیا - https://web.archive.org/web/20150411175352/http://suicidepreventionaust.org/
- بیاند بلو (Beyond Blue) یک سازمان کمک به بیماران روانی و مواردی نظیر خودکشی است که از طرف دولت فدرال، دولت‌های ایالتی و منطقه‌ای استرالیا حمایت می‌شود.[۱۳]

## کاراهای خطرآفرین

### جنسیت
در هر ناحیه یا ایالت در کشور استرالیا، نرخ خودکشی مردان همواره از زنان بیش‌تر بوده‌است. در سال ۲۰۱۲ نسبت خودکشی مردان به زنان ۳ به ۱ بوده‌است.
باید گفت که نرخ خودکشی در استرالیا و در هر دو جنس از ۱۹۹۹ تا ۲۰۰۹ به میزان ۲۳٪ کاهش ناشن داده است. اوج نرخ خودکشی مردان در ۱۹۹۷ با ۲۳٫۱ تن در هر ۱۰۰٬۰۰۰ تن بود که در ۲۰۰۹ به ۱۴٫۹ تن رسید. در ۱۹۹۷ نرخ خودکشی زنان ۶٫۲ تن در هر ۱۰۰٬۰۰۰ تن بود و در ۲۰۰۹، ۴٫۵.

### روستاییان و شهریان
به‌طور کلی تفاوت کمی میان نرخ خودکشی روستاییان و شهریان استرالیایی وجود دارد. با این حال نرخ خودکشی مردان جوان در روستاها به شدت بیش‌تر از زنان است و کاراهای گوناگونی را نیز در این قضیه دخیل دانسته‌اند. از جمله می‌توان به دسترسی آسان به سلاح گرم، استانداردهای پایین‌تر اقتصادی و سطوح بالای تنهایی اجتماعی در نقاط روستایی برای مردان اشاره کرد.

### الکل
یک همبستگی بسیار قوی میان مصرف الکل و دیگر مواد مخدر با خودکشی در میان جوانان استرالیایی وجود دارد. در بدن ۳۰ تا ۵۰ درصد خودکش‌ها پس از کالبدشکافی الکل یافت شده‌است.

### سن
خودکشی در میان بزرگ‌سالان استرالیایی رو به کاهش است اما هنوز یک معضل اجتماعی است. به نظر می‌رسد برخی گروه‌های سنی جوان‌تر نسبت به خودکشی آسیب‌پذیرتر بوده و بیش‌تر در معرض آنند. از جمله آنان می‌توان به بومیان، روستاییان، مهاجران و مستمری‌بگیران همواره نرخ بالاتری از خودکشی را دارا بوده‌اند. همچنین مردان جوان از زنان جوان بیش‌تر خودکشی می‌کنند.

### بی‌کاری
پژوهش‌ها حاکی از آنند که همواره میان بی‌کاری و مدت آن در مردان و شمار خودکشی‌ها و نیز کم یا زیاد شدن مشاغل همبستگی وجود دارد. این پژوهش‌ها همچنین بیان‌گر آنند که هرچه طول بی‌کاری مردان ۲۵ تا ۳۴ سال و ۵۵ تا ۶۴ سال بیش‌تر باشد، خطر خودکشی در آنان بالاتر است.

## آمار
اداره آماراسترالیا نرخ خودکشی این کشور را از ۱۸۸۱ تا کنون ثبت کرده‌است. از آن‌جا که ممکن است افراد خود را به گونه‌ای بکشند که یک مرگ تصادفی به نظر آید، این آمار کم‌تر از آمار واقعی خودکشی تخمین زده می‌شود.: 1 

## تلاش‌ها برای کاهش خودکشی
در ۱۹۹۲ یک کارگروه از سازمان بهداشت و درمان استرالیا به منظور تحقیق برای روش‌های پیشگیری از خودکشی در این کشور شکل گرفت.

## خودکشی مشاهیر استرالیایی
- در ۱۹۵۲، جیمز وینتون اسمیث، سیاستمدار استرالیایی با شلیک اسلحه خودکشی کرد.[۲۳]
- در ۱۹۹۱، جان فردریش با شلیک به خود به زندگیش پایان داد.
- در ۲۰۰۷، یکی از اعضای نیروی هوایی سلطنتی استرالیا (RAAF) از کلرمونت واقع در تاسمانی به نام کریستی کوربت در خودکشی شریک زندگی پیشینش، دخیل دانسته شد اما هیچ‌گاه به این سبب محکوم نشد.[۲۴]
- در ۲۰۱۴، شارلت دانسون، مجری تلویزیونی خود را دار زد.[۲۵]
- در ۲۰۰۷، شارمین دراگون، خبرخوان تلویزیون خود را از بالای صخره‌ای به پایین پرتاب کرد.[۲۶]